# Бранвіль-Аг
Бранві́ль-Аг, Бранвіль-Аґ (фр. Branville-Hague) — колишній муніципалітет у Франції, у регіоні Нормандія, департамент Манш. Населення — 173 осіб (2011).
Муніципалітет був розташований на відстані близько 320 км на захід від Парижа, 115 км на північний захід від Кана, 80 км на північний захід від Сен-Ло.

## Історія
До 2015 року муніципалітет перебував у складі регіону Нижня Нормандія. Від 1 січня 2016 року належав до нового об'єднаного регіону Нормандія.
1 січня 2017 року Бранвіль-Аг, Аквіль, Одервіль, Бомон-Аг, Бівіль, Дігюльвіль, Екюльвіль, Флоттманвіль-Аг, Гревіль-Аг, Еркевіль, Жобур, Омонвіль-ла-Петіт, Омонвіль-ла-Рог, Сент-Круа-Аг, Сен-Жермен-де-Во, Тонневіль, Юрвіль-Накевіль, Ватвіль i Вовіль було об'єднано в новий муніципалітет Ла-Аг.

## Демографія
Динаміка населення (INSEE ):
Розподіл населення за віком та статтю (2006):
| Стать | Всього | До 15 років | 15-24 | 25-44 | 45-64 | 65-85 | Понад 85 |
| --- | ------ | ----------- | ----- | ----- | ----- | ----- | -------- |
| Чоловіки | 88     | 29          | 4     | 29    | 19    | 7     | 0        |
| Жінки | 71     | 22          | 8     | 29    | 8     | 4     | 0        |
| \| Статево-вікова піраміда \| Статево-вікова піраміда \| Статево-вікова піраміда \| \| ----------------------- \| ----------------------- \| ----------------------- \| \| Чоловіки \| Вік \| Жінки \| \| 0 \| 85 + \| 0 \| \| 0 \| 80-84 \| 0 \| \| 0 \| 75-79 \| 0 \| \| 7 \| 70-74 \| 0 \| \| 0 \| 65-69 \| 4 \| \| 4 \| 60-64 \| 0 \| \| 4 \| 55-59 \| 4 \| \| 4 \| 50-54 \| 4 \| \| 7 \| 45-49 \| 0 \| \| 11 \| 40-44 \| 11 \| \| 7 \| 35-39 \| 7 \| \| 11 \| 30-34 \| 4 \| \| 0 \| 25-29 \| 7 \| \| 0 \| 20-24 \| 4 \| \| 4 \| 15-20 \| 4 \| \| 4 \| 10-14 \| 7 \| \| 7 \| 5-9 \| 4 \| \| 18 \| 0-4 \| 11 \| |        |             |       |       |       |       |          |
| Статево-вікова піраміда |        |             |       |       |       |       |          |
| Чоловіки | Вік    | Жінки       |       |       |       |       |          |
| 0 | 85 +   | 0           |       |       |       |       |          |
| 0 | 80-84  | 0           |       |       |       |       |          |
| 0 | 75-79  | 0           |       |       |       |       |          |
| 7 | 70-74  | 0           |       |       |       |       |          |
| 0 | 65-69  | 4           |       |       |       |       |          |
| 4 | 60-64  | 0           |       |       |       |       |          |
| 4 | 55-59  | 4           |       |       |       |       |          |
| 4 | 50-54  | 4           |       |       |       |       |          |
| 7 | 45-49  | 0           |       |       |       |       |          |
| 11 | 40-44  | 11          |       |       |       |       |          |
| 7 | 35-39  | 7           |       |       |       |       |          |
| 11 | 30-34  | 4           |       |       |       |       |          |
| 0 | 25-29  | 7           |       |       |       |       |          |
| 0 | 20-24  | 4           |       |       |       |       |          |
| 4 | 15-20  | 4           |       |       |       |       |          |
| 4 | 10-14  | 7           |       |       |       |       |          |
| 7 | 5-9    | 4           |       |       |       |       |          |
| 18 | 0-4    | 11          |       |       |       |       |          |

## Економіка
2010 року серед 104 осіб працездатного віку (15—64 років) 90 були активними, 14 — неактивними (показник активності 86,5%, у 1999 році було 76,3%). З 90 активних мешканців працювало 86 осіб (45 чоловіків та 41 жінка), безробітними було 4 (0 чоловіків та 4 жінки). Серед 14 неактивних 6 осіб було учнями чи студентами, 5 — пенсіонерами, 3 були неактивними з інших причин.

У 2010 році в муніципалітеті числилось 64 оподатковані домогосподарства, у яких проживали 174,5 особи, медіана доходів виносила 18 205 євро на одного особоспоживача